# Akbar Gangi
Akbar Gangi (Qazvin, 31 gennaio 1960) è un giornalista e dissidente iraniano.
È stato imprigionato a Teheran dal 22 aprile 2000 al 18 marzo 2006 per le sue idee democratiche.
Nel 2010 ha vinto il Milton Friedman Prize, assegnato dal Cato Institute "per avere dato un contributo significativo all'avanzamento verso la libertà".